# 東北中央自動車道
東北中央自動車道（日语：／ Tōhoku-Chūō jidōshadō */?）是日本的一條高速公路，以福島縣相馬市為起點，經過福島市、米澤市、山形市、新市，最後在秋田縣横手市連接秋田自動車道，全長約268公里。略稱為東北中央道（日语：／ Tōhoku-Chūōdō */?）。
高速公路路線編號被編為E13 。

## 概要
1984年（昭和59年）以來，本區間道路雖有零星興建工程，但直至1987年（昭和62年）第四次全國綜合開發計畫才正式以東北中央縱貫自動車道開始著手相馬至橫手區間高規格幹線道路整體規劃。之後雖然陸續動工，但仍有部分區間毫無進展。2011年（平成23年）7月22日，時任國土交通相大畠章宏以東日本大震災帶動的東北地方復興為契機，宣布整備計畫，福島縣內將在未興建的區間新闢一般國道115號相馬福島道路。
2013年度（平成25年度），尚未興建的山形縣北部至秋田縣南部區間開始進行「計畫階段評估的前置調查」。2015年度（平成27年度），昭和至金山的新庄金山道路、下院內至雄勝小町的橫堀道路陸續事業化。2017年度（平成29年度），及位至上院內的真室川雄勝道路事業化。2018年度（平成30年度），最後一段的金山至金山北間的金山道路也正式事業化。

## 路線名
國土開發幹線自動車道的路線名為東北中央自動車道。
| 起點   | 主要行經地                                    | 終點   |
| ------ | --------------------------------------------- | ------ |
| 相馬市 | 福島市附近 米澤市附近 山形市付附近 新庄市附近 | 橫手市 |

高速自動車國道路線指定政令的路線名為東北中央自動車道相馬尾花澤線。但很少路段是以此名興建，多為高速自動車國道並行一般國道自動車專用道路。
| 起點   | 重要行經地                                                                   | 終點     |
| ------ | ---------------------------------------------------------------------------- | -------- |
| 相馬市 | 福島市 米澤市 山形縣東置賜郡高畠町 南陽市 上山市 山形市 天童市 東根市 村山市 | 尾花澤市 |

- 國道115號（日语：国道115号） 相馬福島道路[8] 相馬交流道 - 桑折系統交流道
  - 相馬西道路 相馬交流道 - 相馬山上交流道
  - 阿武隈東道路 相馬山上交流道 - 相馬玉野交流道
  - 阿武隈東 - 阿武隈 相馬玉野交流道 - 靈山飯館交流道
  - 靈山道路 靈山飯館交流道 - 靈山交流道
  - 靈山 - 福島 靈山交流道 - 桑折系統交流道
- 東北中央縱貫自動車道（日语：東北中央縦貫自動車道）弘前線（東北自動車道） 桑折系統交流道 - 福島系統交流道
- 東北中央自動車道相馬尾花澤線 福島系統交流道 - 米澤北交流道
- 國道13號 米澤南陽道路 米澤北交流道 - 南陽高畠交流道
- 東北中央自動車道相馬尾花澤線 南陽高畠交流道 - 尾花澤交流道
- 國道13號 尾花澤新庄道路 尾花澤交流道 - 新庄交流道
- 國道13號 新庄北道路 新庄交流道 - 新庄北交流道
- 國道13號 泉田道路 新庄北交流道 - 昭和交流道
- 國道13號 新庄金山道路 昭和交流道 - 金山交流道
- 國道13號 金山道路（日语：金山道路） 金山交流道 - 金山北交流道[9]
- 國道13號 主寢坂道路 金山北交流道 - 及位交流道[10]
- 國道13號 真室川雄勝道路（日语：真室川雄勝道路） 及位交流道 - 上院內交流道[6][11][12]
- 國道13號 院內道路 上院內交流道 - 下院內交流道
- 國道13號 橫堀道路（日语：横堀道路） 下院內交流道 - 雄勝小町交流道
- 國道13號 湯澤橫手道路 雄勝小町交流道 - 橫手交流道

## 交流道
- 交流道（IC）編號欄的背景色為■顯示該部分道路已經啟用。設施名欄的背景色為■顯示該部分設施尚未啟用、休止或廢除。
- 智能交流道（SIC）以背景色■顯示。
- 未有特別標出路線名稱為市道。
- 巴士站（BS），○/●為使用中，◆為停用中設施。無標示者為未設置巴士站。
- IC為交流道的簡寫，SIC為智能交流道的簡寫，JCT為公路分岔點（日语：ジャンクション (道路)）的簡寫，SA為服務區的簡寫，PA為停車區（日语：パーキングエリア）的簡寫，TB為公路收費站的簡寫，BS為巴士站的簡寫，CB為車輛輪胎穿脫鐵鏈場的簡寫。

| 交流道編號                                     | 中文設施名                     | 日文設施名       | 英文設施名                   | 接續路線名                  | 相馬 里程 （公里）                                 | 巴士站 | 備註                               | 所在地                                            | 所在地          | 所在地                                            |
| ---------------------------------------------- | ------------------------------ | ---------------- | ---------------------------- | --------------------------- | -------------------------------------------------- | ------ | ---------------------------------- | ------------------------------------------------- | --------------- | ------------------------------------------------- |
| 23                                             | 相馬交流道                     |                  |                              | E6 常磐自動車道 國道115號   | 0.0                                                |        |                                    | 福島縣                                            | 相馬市          | 相馬市                                            |
| 1                                              | 相馬山上交流道                 |                  |                              | 國道115號                   | 6.0                                                |        | 桑折系統交流道方向出入口           | 福島縣                                            | 相馬市          | 相馬市                                            |
| 2                                              | 相馬玉野交流道                 |                  |                              | 國道115號                   | 16.5                                               |        | 相馬交流道方向出入口               | 福島縣                                            | 相馬市          | 相馬市                                            |
| 3                                              | 靈山飯館交流道                 |                  |                              | 國道115號                   | 21.5                                               |        | 桑折系統交流道方向出入口           | 福島縣                                            | 伊達市          | 伊達市                                            |
| 4                                              | 靈山交流道                     |                  |                              | 國道115號                   | 33.5                                               |        | 道之驛伊達之鄉靈山                 | 福島縣                                            | 伊達市          | 伊達市                                            |
| 5                                              | 伊達中央交流道                 |                  |                              | 福島縣道4號福島保原線       | 40.9                                               |        |                                    | 福島縣                                            | 伊達市          | 伊達市                                            |
| 6                                              | 伊達桑折交流道                 |                  |                              | 國道4號                     | 43.7                                               |        |                                    | 福島縣                                            | 伊達市          | 伊達市                                            |
| 22-1                                           | 桑折系統交流道/收費站          |                  |                              | E4 東北自動車道             | 45.7                                               | -      | 距離標至44.8KP為止                 | 福島縣                                            | 伊達郡 桑折町   | 伊達郡 桑折町                                     |
| （重複路段8.3公里）詳細參見「E4 東北自動車道」 |                                |                  |                              |                             |                                                    |        |                                    | 福島縣                                            | 伊達郡 桑折町   | 伊達郡 桑折町                                     |
| 福島市                                         |                                |                  |                              |                             |                                                    |        |                                    | 福島縣                                            |                 |                                                   |
| 21-1                                           | 福島系統交流道                 |                  |                              | E4 東北自動車道             | 49.5                                               | -      |                                    | 福島縣                                            |                 |                                                   |
| 21-1                                           | 福島系統交流道收費站           |                  |                              | -                           | 50.0                                               | -      |                                    | 福島縣                                            |                 |                                                   |
| 7                                              | 福島大笹生交流道               |                  |                              | 福島縣道5號上名倉飯坂伊達線 | 50.9                                               |        | 道之驛福島                         | 福島縣                                            |                 |                                                   |
| -                                              | 大瀧雪鏈安裝場                 |                  | /                            | -                           |                                                    |        |                                    | 福島縣                                            |                 |                                                   |
| -                                              | 栗子隧道                       |                  |                              | -                           | -                                                  | -      | 長8,972公尺 禁止載有危險品車輛通行 | 福島縣                                            |                 |                                                   |
| -                                              | 栗子隧道                       | 山形縣           | 米澤市                       | 米澤市                      | -                                                  | -      | 長8,972公尺 禁止載有危險品車輛通行 |                                                   |                 |                                                   |
| -                                              | 刈安雪鏈安裝場                 | 山形縣           | 米澤市                       | 米澤市                      |                                                    | /      | -                                  |                                                   |                 |                                                   |
| 8                                              | 米澤八幡原交流道               | 山形縣           | 米澤市                       | 米澤市                      |                                                    |        | 國道13號                           | 77.5                                              |                 |                                                   |
| 9                                              | 米澤中央交流道                 | 山形縣           | 米澤市                       | 米澤市                      |                                                    |        | 山形縣道1號米澤高畠線              | 82.2                                              |                 | 道之驛米澤                                        |
| 10                                             | 米澤北交流道                   | 山形縣           | 米澤市                       | 米澤市                      |                                                    |        | 國道121號（館山繞道）              | 86.5                                              |                 |                                                   |
| -                                              | 米澤北TB                       | 山形縣           | 米澤市                       | 米澤市                      |                                                    |        | -                                  |                                                   | -               |                                                   |
| -                                              | 高畠智慧型交流道（臨時名稱）   | 山形縣           |                              |                             |                                                    |        |                                    | 福島系統交流道方向出入口 興建中                   | 東置賜郡 高畠町 | 東置賜郡 高畠町                                   |
| 11                                             | 南陽高畠交流道                 | 山形縣           |                              |                             | 國道13號（南陽繞道） 國道113號（赤湯繞道）         | 95.3   |                                    |                                                   | 東置賜郡 高畠町 | 東置賜郡 高畠町                                   |
| -                                              | 南陽停車區                     | 山形縣           |                              |                             |                                                    | 102.4  | -                                  |                                                   | 南陽市          | 南陽市                                            |
| 12                                             | 上之山溫泉交流道               | 山形縣           |                              |                             | 國道13號（上山繞道） 國道458號                     | 110.6  |                                    |                                                   | 上山市          | 上山市                                            |
| 13                                             | 山形上山交流道                 | 山形縣           |                              |                             | 國道13號（山形繞道）                               | 119.7  |                                    | （臨時名稱）道之驛藏王（預定2023年12月開業）      | 上山市          | 上山市                                            |
| -                                              | 山形停車區                     | 山形縣           |                              |                             | -                                                  | 127.0  |                                    | 智慧型交流道預定2023年度啟用                      | 山形市          | 山形市                                            |
| 14                                             | 山形中央交流道                 | 山形縣           |                              |                             | 山形縣道18號山形朝日線                             | 130.1  |                                    |                                                   | 山形市          | 山形市                                            |
| 15                                             | 山形系統交流道                 | 山形縣           |                              |                             | E48 山形自動車道                                   | 135.2  | -                                  | 山形道側的編號為「6」                             | 山形市          | 山形市                                            |
| -                                              | 天童南智慧型交流道（臨時名稱） | 山形縣           |                              |                             |                                                    |        |                                    | 興建中                                            | 天童市          | 天童市                                            |
| 16                                             | 天童交流道                     | 山形縣           |                              |                             | 山形縣道23號天童大江線                             | 141.8  |                                    |                                                   | 天童市          | 天童市                                            |
| -                                              | 天童本線收費站                 | 山形縣           |                              |                             | -                                                  | 142.4  | -                                  |                                                   | 天童市          | 天童市                                            |
| 17                                             | 東根交流道                     | 山形縣           |                              |                             | 國道287號                                          | 146.8  |                                    |                                                   | 東根市          | 東根市                                            |
| 18                                             | 東根北交流道                   | 山形縣           |                              |                             | 山形縣道25號寒河江村山線                           | 151.1  |                                    | 2019年3月的距離標為150.5KP                        | 東根市          | 東根市                                            |
|                                                | 村山交流道                     | 山形縣           |                              |                             | 山形縣道25號寒河江村山線                           | 154.7  |                                    | 預定2022年內開通                                  | 村山市          | 村山市                                            |
|                                                | 村山名取交流道                 | 山形縣           |                              |                             | 山形縣道381號村山大石田線                          | 160.0  |                                    | 山形系統交流道方向出入口 預定2022年內開通         | 村山市          | 村山市                                            |
| 20-2                                           | 村山本飯田交流道               | 山形縣           |                              |                             | 山形縣道36號新庄次年子村山線                       | 160.3  |                                    | 橫手交流道方向出入口                              | 村山市          | 村山市                                            |
| 21                                             | 大石田村山交流道               | 山形縣           |                              |                             | 山形縣道189号大石田土生田線                        | 164.8  |                                    | 2018年4月的距離標為165.1KP                        | 村山市          | 村山市                                            |
| 22                                             | 尾花澤交流道                   | 山形縣           |                              |                             | 國道347號                                          | 170.1  |                                    |                                                   | 尾花澤市        | 尾花澤市                                          |
| 23                                             | 野黑澤交流道                   | 山形縣           |                              |                             | 國道13號（尾花澤繞道）                             | 174.1  |                                    | 橫手交流道方向出入口                              | 尾花澤市        | 尾花澤市                                          |
| 24                                             | 尾花澤北交流道                 | 山形縣           |                              |                             | 國道13號                                           | 176.5  |                                    | 道之驛尾花澤                                      | 尾花澤市        | 尾花澤市                                          |
| 25                                             | 川原子交流道                   | 山形縣           |                              |                             | 國道13號                                           | 180.2  |                                    | 橫手交流道方向出入口                              | 尾花澤市        | 尾花澤市                                          |
| 26                                             | 舟形交流道                     | 山形縣           |                              |                             | 山形縣道56號新庄舟形線                             | 184.1  |                                    |                                                   | 最上郡 舟形町   | 最上郡 舟形町                                     |
| 27                                             | 新庄交流道                     | 山形縣           |                              |                             | 國道47號（新庄南繞道） 山形縣道34號新庄戶澤線      | 188.3  |                                    |                                                   | 新庄市          | 新庄市                                            |
| 28                                             | 新庄北交流道（臨時名稱）       | 山形縣           |                              |                             | 山形縣道308號曲川新庄線                            | 193.0  |                                    | 山形系統交流道方向臨時出入口                      | 新庄市          | 新庄市                                            |
|                                                | 昭和交流道（臨時名稱）         | 山形縣           |                              |                             | 山形縣道319號赤坂真室川線                          | 201.2  |                                    | 預定2022年度開通                                  | 新庄市          | 新庄市                                            |
|                                                | 金山南交流道（臨時名稱）       | 山形縣           |                              |                             | 山形縣道320號仁田山平岡線                          |        |                                    | 預定2025年度開通 （新庄金山道路）                 | 最上郡          | 金山町                                            |
|                                                | 金山交流道（臨時名稱）         | 山形縣           |                              |                             | 國道344號                                          | 207.0  |                                    | 預定2025年度開通 （新庄金山道路）                 | 最上郡          | 金山町                                            |
| 金山道路（興建中）                             |                                | 山形縣           |                              |                             |                                                    |        |                                    |                                                   | 最上郡          | 金山町                                            |
|                                                | 金山北交流道（臨時名稱）       | 山形縣           |                              |                             | 國道13號                                           | 210.5  |                                    | 橫手交流道方向臨時出入口 山形系統交流道方向出入口 | 最上郡          | 金山町                                            |
|                                                | 中田交流道                     | 山形縣           |                              |                             | 國道13號                                           | 215.4  |                                    | 橫手交流道方向出入口                              | 最上郡          | 金山町                                            |
|                                                | 及位交流道（臨時名稱）         | 山形縣           |                              |                             | 國道13號                                           | 220.4  |                                    | 山形系統交流道方向臨時出入口                      | 最上郡          | 真室川町                                          |
| 真室川雄勝道路（興建中）                       |                                | 山形縣           |                              |                             |                                                    |        |                                    |                                                   | 最上郡          | 真室川町                                          |
| 秋田縣                                         | 湯澤市                         | 湯澤市           |                              |                             |                                                    |        |                                    |                                                   |                 |                                                   |
| 秋田縣                                         | 湯澤市                         | 湯澤市           |                              | 上院內交流道（臨時名稱）    |                                                    |        | 國道13號                           | 227.6                                             |                 | 橫手交流道方向臨時出入口 山形系統交流道方向出入口 |
| 秋田縣                                         | 湯澤市                         | 湯澤市           |                              | 下院內交流道（臨時名稱）    |                                                    |        | 國道13號（橫堀繞道）               | 230.6                                             |                 | 山形系統交流道方向臨時出入口 橫手交流道方向出入口 |
| 秋田縣                                         | 湯澤市                         | 湯澤市           | 橫堀道路（預定2025年度開通） |                             |                                                    |        |                                    |                                                   |                 |                                                   |
| 秋田縣                                         | 湯澤市                         | 湯澤市           |                              | 雄勝小町交流道              |                                                    |        | 國道13號（橫堀繞道）               | 234.3                                             |                 | 道之驛雄勝                                        |
| 秋田縣                                         | 湯澤市                         | 湯澤市           |                              | 須川交流道                  |                                                    |        | 秋田縣道51號湯澤栗駒公園線         | 237.9                                             |                 |                                                   |
| 秋田縣                                         | 湯澤市                         | 湯澤市           |                              | 三關交流道                  |                                                    |        | 國道13號                           | 243.4                                             |                 |                                                   |
| 秋田縣                                         | 湯澤市                         | 湯澤市           | -                            | 救護車緊急出口通道          |                                                    | /      | 秋田縣道278號雄勝湯澤線            |                                                   |                 | 往雄勝中央醫院 湯澤交流道方向出口                 |
| 秋田縣                                         | 湯澤市                         | 湯澤市           |                              | 湯澤交流道                  |                                                    |        | 國道398號                          | 247.5                                             |                 |                                                   |
| 秋田縣                                         | -                              | 十文字本線收費站 |                              |                             | -                                                  | 254.9  | -                                  |                                                   | 橫手市          | 橫手市                                            |
| 秋田縣                                         |                                | 十文字交流道     |                              |                             | 國道13號（十文字繞道）                             | 255.2  |                                    |                                                   | 橫手市          | 橫手市                                            |
| 秋田縣                                         | 3                              | 橫手交流道       |                              |                             | E46 秋田自動車道 國道13號（湯澤橫手道路 婦氣方向） | 261.0  |                                    |                                                   | 橫手市          | 橫手市                                            |

- 福島系統交流道至福島系統交流道收費站之間不算是本線因此沒有里程標，福島系統交流道收費站起點里程標為50KP。
- 尾花澤交流道以北的里程標，至2018年4月設置至170.3KP。往北是國道13號的里程標。

## 歷史
| 1994 | (11月)十文字交流道 - 橫手交流道                                                                       |
| 1995 | |
| 1996 | |
| 1997 | (6月)湯澤交流道 - 十文字交流道 (11月)米澤北交流道 - 南陽高畠交流道                                    |
| 1998 | |
| 1999 | (11月)川原子交流道 - 新庄交流道                                                                       |
| 2000 | |
| 2001 | |
| 2002 | (9月)山形上山交流道 - 東根交流道                                                                      |
| 2003 | |
| 2004 | (7月)三關交流道 - 湯澤交流道                                                                          |
| 2005 | (11月)外澤交流道 - 及位交流道                                                                         |
| 2006 | (8月)須川交流道 - 三關交流道 (12月)野黑澤交流道 - 川原子交流道                                        |
| 2007 | (8月)雄勝小町交流道 - 須川交流道                                                                      |
| 2008 | (3月)金山北交流道 - 中田交流道                                                                        |
| 2009 | |
| 2010 | |
| 2011 | (3月)新庄交流道 - 新庄北交流道                                                                        |
| 2012 | |
| 2013 | |
| 2014 | (11月)尾花澤交流道 - 野黑澤交流道                                                                     |
| 2015 | |
| 2016 | (9月)福島系統交流道 - 福島大笹生交流道 (11月)上院內交流道 - 下院內交流道                              |
| 2017 | (3月)相馬山上交流道 - 相馬玉野交流道 (11月)福島大笹生交流道 - 米澤北交流道                            |
| 2018 | (3月)相馬玉野交流道 - 靈山交流道 (4月)大石田村山交流道 - 尾花澤交流道                                 |
| 2019 | (3月)東根交流道 - 東根北交流道 (4月)南陽高畠交流道 - 山形上山交流道 (12月)相馬交流道 - 相馬山上交流道 |
| 2020 | (8月)伊達桑折交流道 - 桑折系統交流道                                                                  |
| 2021 | (4月)靈山交流道 - 伊達桑折交流道 (12月)村山本飯田交流道 - 大石田村山交流道                            |

- 1984年度（昭和59年度）：橫手南繞道（8.6公里）事業化[38]。
- 1985年度（昭和60年度）：湯澤繞道（9.0公）事業化[38]。
- 1986年度（昭和61年度）：尾花澤新庄道路事業化[39]。
- 1987年（昭和62年）
  - 6月30日：第四次全國綜合開發計畫決定東北中央縱貫自動車道（日语：東北中央縦貫自動車道）相馬至橫手高規格幹線道路構想[40][41]。
  - 9月1日：國土開發幹線自動車道建設法部分修正，東北中央自動車道相馬市至橫手市成為國土開發幹線自動車道預定路線[42]。
橫手南繞道與湯澤繞道變更事業名為湯澤橫手道路[38]。
- 1989年（平成元年）
  - 2月17日：東北中央自動車道高畠村山線高畠町至村山市指定為高速自動車國道[43]。
  - 2月27日：高畠 - 村山間が基本計画区間になる[44]。
- 1990年（平成2年）
  - 1990年度（平成2年度）：尾花澤新庄道路開始收購用地[39]。
  - 9月：上山至山形上山間通過都市計畫[45]。
- 1991年（平成3年）
  - 1991年度（平成3年度）：尾花澤新庄道路動工[39]。
  - 7月17日：橫手交流道至大堤交差點、大堤交差點至婦氣交差點通車[46]。
  - 12月3日：山形上山至東根區間通過整備計畫[44][47]。
  - 12月20日：福島至米澤北、村山至尾花澤成為基本計劃區間[44]。
東北中央自動車道福島米澤線福島市至米澤市、東北中央自動車道高畠尾花澤線高畠町至尾花澤市分別指定為高速自動車國道[48]。
- 1993年（平成5年）11月19日：山形上山至東根取得施行命令[44][47]。
- 1994年（平成6年）11月22日：湯澤橫手道路十文字交流道至橫手交流道通車[46]。
- 1995年度（平成7年度）：米澤至米澤北通過都市計畫[49]。
- 1996年（平成8年）
  - 1996年度（平成8年度）：福島至米澤、東根至尾花澤通過都市計畫[50][51]。
主寢坂道路事業化[52]。
  - 5月：南陽高畠至上山通過都市計畫[45]。
  - 12月27日：福島至米澤、東根至尾花澤通過整備計畫[44]。
- 1997年（平成9年）
  - 2月5日：米澤南陽道路米澤至高畠成為基本計劃區間[44]。
東北中央自動車道相馬尾花澤線相馬市至尾花澤市指定為高速自動車國道[53]。
  - 6月26日：湯澤橫手道路湯澤交流道至十文字交流道通車[46]。
  - 11月21日：米澤南陽道路米澤北交流道至南陽高畠交流道通車[44]。
- 1998年（平成10年）
  - 1998年度（平成10年度）：福島至米澤事業化[50]。
  - 12月25日：福島至米澤取得施行命令，同時米澤至米澤北通過整備計畫[54]。
南陽高畠至山形上山通過整備計畫，東根至尾花澤事業化[44][45][51]。
- 1999年（平成11年）
  - 4月16日：新庄北道路通過都市計畫[55][56]
  - 11月27日：尾花澤新庄道路毒澤臨時出入口（現川原子交流道）至新庄交流道通車[44]。
  - 12月24日：福島系統交流道至米澤交流道（現米澤八幡原交流道）變更整備計畫，新增大笹生交流道（現福島大笹生交流道）[54]。
- 2000年度（平成12年度）：新庄北道路事業化[56]。
主寢坂道路動工[52]。
- 2001年度（平成13年度）：福島系統交流道至米澤交流道（現米澤八幡原交流道）開始收購土地[50]。
- 2002年（平成14年）9月16日：山形上山交流道至東根交流道通車[44][47]。
- 2003年（平成15年）
  - 2003年度（平成15年度）：米澤至米澤北以新直轄方式（日语：新直轄方式）事業化[49]。
新庄北道路開始收購土地[56]。
院內道路事業化[57]。
  - 3月：尾花澤新庄道路的舟形隧道因施工不良需進行補修工程，同年12月以前的毒澤臨時出入口（現川原子交流道）至舟形交流道採單向或禁止通行。
- 2004年（平成16年）
  - 2004年度（平成16年度）：福島系統交流道至米澤交流道（現米澤八幡原交流道）動工[50]。
  - 1月30日：1998年（平成10年）福島系統交流道至米澤交流道（現米澤八幡原交流道）的施行命令撤回，改採新直轄方式[44][54][58]。
  - 3月18日：湯澤橫手道路湯澤交流道收費站廢除，移至十文字本線收費站。
  - 4月：阿武隈東道路事業化[59]。
  - 7月28日：湯澤橫手道路三關交流道至湯澤交流道通車[46]。
- 2005年（平成17年）
  - 7月：新庄北道路動工[56][60]。
  - 11月5日：主寢坂道路中田臨時出入口（現外澤交流道）至及位交流道通車[61]。
- 2006年（平成18年）
  - 2006年度（平成18年度）：阿武隈東道路相馬西交流道（現相馬山上交流道）至阿武隈東交流道（現相馬玉野交流道）開始收購用地[59]。
東根交流道至尾花澤交流道開始收購用地[51]。
  - 2月7日：東根交流道至尾花澤交流道採新直轄方式[62][63]。
  - 3月：南陽高畠至山形上山事業化[45]。
  - 8月5日：湯澤橫手道路須川交流道至三關交流道間通車[46]。
  - 11月19日：尾花澤新庄道路野黑澤交流道至毒澤臨時出入口（現川原子交流道）通車，毒澤臨時出入口改為川原子交流道[64]。
- 2007年（平成19年）
  - 2007年度（平成19年度）：阿武隈東道路相馬西交流道（現相馬山上交流道）至阿武隈東交流道（現相馬玉野交流道）動工[65]。
米澤交流道（現米澤八幡原交流道）至米澤北交流道開始收購用地[49]。
東根交流道至尾花澤交流道動工[51]。
院內道路開始收購用地及動工[57]。
  - 8月6日：道之驛尾花澤（日语：道の駅尾花沢）開幕[66]。
  - 8月26日：湯澤橫手道路雄勝小町交流道至須川交流道通車，湯澤橫手道路全線通車[46]。
  - 9月29日：東根交流道至尾花澤交流道動工[67]。
- 2008年（平成20年）
  - 2008年度（平成20年度）：米澤交流道（現米澤八幡原交流道）至米澤北交流道動工[49]。
  - 3月30日：主寢坂道路金山北交流道至中田臨時出入口（現中田交流道）通車，中田臨時出入口改為中田交流道[68]。
  - 8月1日：阿武隈東道路動工儀式[69]。
- 2009年（平成21年）3月：靈山道路事業化[59]。
- 2010年（平成22年）
  - 2010年度（平成22年度）：靈山道路の阿武隈交流道（現・霊山飯舘交流道） - 靈山交流道開始收購用地[59]。
  - 3月：南陽高畠交流道至山形上山交流道開始收購用地[45]。
  - 6月28日：米澤北交流道至南陽高畠交流道、山形上山交流道至東根交流道、湯澤交流道至橫手交流道成為高速道路免費化社會實驗對象區間[70]。
- 2011年（平成23年）
  - 3月11日：因東日本大震災，米澤北交流道至南陽高畠交流道、山形上山交流道至東根交流道、湯澤交流道至橫手交流道暫時封閉[71]。
  - 3月26日：新庄北道路新庄交流道至新庄北交流道通車[72]。
  - 4月：南陽高畠交流道至山形上山交流道動工[45]。
  - 6月20日：政府為確保東日本大震災重建、復興費用，0時起中止高速道路免費化社會實驗[73]。
支援東日本大震災受災戶、重建復興的部分車輛免費措施於米澤北交流道至南陽高畠交流道、山形上山交流道至東根交流道、湯澤交流道至橫手交流道實施[74]。
  - 8月31日：支援東日本大震災重建復興的部分車輛免費措施結束[74]。
  - 11月：相馬福島道路相馬西道路與阿武隈東至阿武隈事業化[59]。
  - 11月26日：復興道路動工儀式[75]。
  - 11月30日：東日本大震災受災戶支援的部分車輛免費措施結束[74][e]。
  - 12月1日：為了東日本大震災後的観光振興，實施週六假日普通車、輕自動車等（限ETC搭載車）免費措施[76]。
- 2012年（平成24年）
  - 2012年度（平成24年度）：相馬西道路相馬交流道至相馬西交流道（現相馬山上交流道）開始收購用地[59]。
相馬福島道路阿武隈東交流道（現相馬玉野交流道）至阿武隈交流道（現靈山飯館交流道）開始收購用地[59]。
泉田道路事業化[77]。
  - 3月31日：為了東日本大震災後的観光振興的週六假日普通車、輕自動車等（限ETC搭載車）免費措施結束[76]。
  - 4月20日：大笹生交流道（現福島大笹生交流道）、米澤中央交流道、東根北交流道、村山北（1）交流道（現村山名取交流道）、村山北（2）交流道（現村山本飯田交流道）、村山大石田交流道（現大石田村山交流道）取得連結許可[78]。
  - 7月20日：相馬福島道路靈山至福島通過都市計畫[79]。
  - 11月27日：靈山道路阿武隈交流道（現靈山飯館交流道） 至靈山交流道動工[80]。
- 2013年（平成25年）
  - 2月9日：相馬西道路相馬交流道至相馬西交流道（現相馬山上交流道）動工[81]。
  - 5月15日：相馬福島道路靈山至福島事業化[79]。
  - 11月16日：相馬福島道路阿武隈東交流道（現相馬玉野交流道）至阿武隈交流道（現靈山飯館交流道）動工[82]。
- 2014年（平成26年）
  - 2014年度（平成26年度）：相馬福島道路靈山交流道至桑折系統交流道開始收購用地[59]。
  - 9月21日：泉田道路新庄北交流道至昭和交流道動工[83]。
  - 9月28日：相馬福島道路靈山交流道至桑折系統交流道動工[84]。
  - 11月16日：尾花澤新庄道路尾花澤交流道至野黑澤交流道通車[85]。
- 2015年（平成27年）
  - 4月9日：新庄金山道路與橫堀道路事業化[86]。
- 2016年（平成28年）
  - 9月11日：福島系統交流道至福島大笹生交流道通車[87]。
  - 11月5日：院內道路上院內交流道至下院內交流道通車[88]。
  - 12月26日：預定在2017年度啟用的米澤交流道（暫稱）、米澤中央交流道（暫稱）、村山大石田交流道（暫稱）公布正式名稱為米澤八幡原交流道、米澤中央交流道、大石田村山交流道[19]。
- 2017年（平成29年）
  - 3月26日：相馬福島道路（阿武隈東道路）相馬山上交流道至相馬玉野交流道通車[89]。
  - 9月28日：米澤北本線收費站啟用[90]。
  - 11月4日：福島大笹生交流道至米澤北交流道通車[91][92]，同時米澤南陽道路更名為東北中央自動車道[93]。
  - 12月1日：天童本線收費站啟用[94]。
- 2018年（平成30年）
  - 3月10日：相馬福島道路相馬玉野交流道至靈山交流道通車[95]。
  - 4月1日：金山道路事業化。東北中央自動車道全線事業化[96]。
  - 4月15日：大石田村山交流道至尾花澤交流道間通車[97]。
  - 12月25日：預定2020年度啟用的福島北系統交流道（暫稱）公布正式名稱為桑折系統交流道[98]。
- 2019年（平成31年/令和元年）
  - 3月23日：東根交流道至東根北交流道通車[99]。
  - 4月13日：南陽高畠交流道至山形上山交流道通車[100]，山形停車區啟用[100]。
  - 9月4日：國土交通省將東北中央道暫定2車線區間的米澤北交流道至南陽高畠交流道與山形系統交流道至天童交流道選定為10至15年後4線道化優先整備區間[101][102][103]。
  - 12月22日：相馬福島道路相馬交流道至相馬山上交流道通車[104]。
- 2020年（令和2年）8月2日：相馬福島道路伊達桑折交流道至桑折系統交流道通車[105]。
- 2021年（令和3年）
  - 4月24日：相馬福島道路靈山交流道至伊達桑折交流道通車[106]。福島縣內全線通車。
  - 11月17日：村山交流道（暫稱）、村山北（1）交流道（暫稱）、村山北（2）交流道（暫稱）公布正式名稱為村山交流道、村山名取交流道、村山本飯田交流道[107]。
  - 12月11日：村山本飯田交流道至大石田村山交流道通車[107]。

### 開通預定年度
- 2022年内：東根北交流道至村山本飯田交流道[29]
- 2022年度：新庄北交流道至昭和交流道[29]
- 2023年度：山形停車區智慧型交流道[28]
- 2025年度：昭和交流道至金山交流道[29][c]、下院內交流道至雄勝小町交流道[29][d]
- 未定：高畠智慧型交流道至天童南智慧型交流道、金山交流道至金山北交流道、及位交流道至上院內交流道

## 路線狀況

### 車道數、最高速度、收費
幾乎全線都是暫定2車線，部分區間設有超車道。各本線收費站速限40km/h。
| 區間                                         | 車道 上下線=上行線+下行線        | 最高車速 | 費用 | 備註 |
| -------------------------------------------- | -------------------------------- | -------- | ---- | ---- |
| 相馬交流道 - 伊達桑折交流道                  | 2=1+1 （完成2車線 有中央分隔帶） | 80 km/h  | 免費 |      |
| 伊達桑折交流道 - 桑折系統交流道收費站        | 2=1+1 （完成2車線 有中央分隔帶） | 60 km/h  | 免費 |      |
| 桑折系統交流道收費站 - 桑折系統交流道        | 2=1+1 （完成2車線 有中央分隔帶） | 40 km/h  | 收費 |      |
| 福島系統交流道 - 福島系統交流道收費站        | 2=1+1 （暫定2車線）              | 40 km/h  | 收費 |      |
| 福島系統交流道收費站 - 米澤八幡原交流道      | 2=1+1 （暫定2車線）              | 70 km/h  | 免費 |      |
| 米澤八幡原交流道 - 米澤北交流道              | 2=1+1 （暫定2車線 有中央分隔帶） | 80 km/h  | 免費 |      |
| 米澤北交流道 - 東根交流道                    | 2=1+1 （暫定2車線）              | 70 km/h  | 收費 | ※    |
| 東根交流道 - 東根北交流道                    | 2=1+1 （暫定2車線 有中央分隔帶） | 80 km/h  | 免費 |      |
| 村山本飯田交流道 - 大石田村山交流道          | 2=1+1 （暫定2車線 有中央分隔帶） | 80 km/h  | 免費 |      |
| 大石田村山交流道 - 尾花澤交流道              | 2=1+1 （暫定2車線）              | 70 km/h  | 免費 |      |
| 尾花澤交流道 - 新庄交流道 （尾花澤新庄道路） | 2=1+1 （暫定2車線）              | 70 km/h  | 免費 |      |
| 新庄交流道 - 新庄北交流道 （新庄北道路）     | 2=1+1 （暫定2車線）              | 70 km/h  | 免費 |      |
| 金山北 - 及位 （主寢坂道路）                 | 2=1+1 （暫定2車線）              | 70 km/h  | 免費 |      |
| 雄勝小町交流道 - 湯澤交流道 （湯澤橫手道路） | 2=1+1 （暫定2車線）              | 70 km/h  | 免費 |      |
| 湯澤交流道 - 橫手交流道 （湯澤橫手道路）     | 2=1+1 （暫定2車線）              | 70 km/h  | 收費 |      |

- ※ : 米澤北交流道至南陽高畠交流道、山形系統交流道至天童交流道為4線道化優先整備區間[101][102][103]

### 主要隧道與橋樑
- 背景色■代表未開通區間。未開通區間的名稱與構造物名皆為暫稱。

| 區間                                | 構造物名       | 長度      | 長度      |
| 區間                                | 構造物名       | 上行線    | 下行線    |
| ----------------------------------- | -------------- | --------- | --------- |
| 相馬交流道 - 相馬山上交流道         | 今田高架橋     | 785公尺   | 785公尺   |
| 相馬交流道 - 相馬山上交流道         | 鹽手山隧道     | 1,801公尺 | 1,801公尺 |
| 相馬交流道 - 相馬山上交流道         | 圓淵隧道       | 936公尺   | 936公尺   |
| 相馬山上交流道 - 相馬玉野交流道     | 楢這隧道       | 1,493公尺 | 1,493公尺 |
| 相馬山上交流道 - 相馬玉野交流道     | 荻平隧道       | 1,023公尺 | 1,023公尺 |
| 相馬山上交流道 - 相馬玉野交流道     | 松房隧道       | 1,319公尺 | 1,319公尺 |
| 相馬山上交流道 - 相馬玉野交流道     | 新玉野隧道     | 968公尺   | 968公尺   |
| 靈山飯館交流道 - 靈山交流道         | 庄司淵隧道     | 929公尺   | 929公尺   |
| 靈山飯館交流道 - 靈山交流道         | 腰巡隧道       | 889公尺   | 889公尺   |
| 靈山飯館交流道 - 靈山交流道         | 金辯藏隧道     | 626公尺   | 626公尺   |
| 靈山飯館交流道 - 靈山交流道         | 七窪隧道       | 1,404公尺 | 1,404公尺 |
| 伊達桑折交流道 - 桑折系統交流道     | 桑折高架橋     | 1,218公尺 | 1,218公尺 |
| 福島大笹生交流道 - 米澤八幡原交流道 | 大笹生隧道     |           | 2,089公尺 |
| 福島大笹生交流道 - 米澤八幡原交流道 | 沖根山隧道     |           | 919公尺   |
| 福島大笹生交流道 - 米澤八幡原交流道 | 中野大橋       |           | 754公尺   |
| 福島大笹生交流道 - 米澤八幡原交流道 | 栗子隧道       |           | 8,972公尺 |
| 米澤北交流道 - 南陽高畠交流道       | 高畠高架橋     |           | 611公尺   |
| 南陽高畠交流道 - 南陽停車區         | 白龍大橋       | 552公尺   |           |
| 南陽高畠交流道 - 南陽停車區         | 赤湯隧道       | 1,780公尺 |           |
| 南陽高畠交流道 - 南陽停車區         | 高ツムジ山隧道 | 1,080公尺 |           |
| 南陽停車區 - 上之山溫泉交流道       | 大洞隧道       | 1000公尺  |           |
| 南陽停車區 - 上之山溫泉交流道       | 西鄉隧道       | 1,360公尺 |           |
| 上之山溫泉交流道 - 山形上山交流道   | 三吉山隧道     |           | 2,980公尺 |
| 上之山溫泉交流道 - 山形上山交流道   | 山形藏王隧道   | 940公尺   |           |
| 山形系統交流道 - 天童交流道         | 大鄉大橋       | 681公尺   | 692公尺   |
| 村山交流道 - 村山名取交流道         | 西鄉高架橋     | 1,014公尺 |           |
| 尾花澤交流道 - 野黑澤交流道         | 野黑澤高架橋   | 598公尺   |           |
| 川原子交流道 - 舟形交流道           | 舟形隧道       | 1,368公尺 |           |
| 金山交流道 - 金山北交流道           | 隧道           | 1,760公尺 | 1,760公尺 |
| 中田交流道 - 及位交流道             | 新主寢坂隧道   | 2,940公尺 |           |
| 及位交流道 - 上院內交流道           | 隧道           | 1,140公尺 | 1,140公尺 |
| 及位交流道 - 上院內交流道           | 隧道           | 1,260公尺 | 1,260公尺 |
| 及位交流道 - 上院內交流道           | 隧道           | 1,920公尺 | 1,920公尺 |
| 上院內交流道 - 下院內交流道         | 院內岩井堂隧道 | 1,585公尺 | 1,585公尺 |
| 上院內交流道 - 下院內交流道         | 獅鼻隧道       | 1,100公尺 | 1,100公尺 |
| 下院內交流道 - 雄勝小町交流道       | 隧道           | 690公尺   | 690公尺   |

#### 隧道數量
- 背景色■為未開通區間。未開通區間名稱皆為暫稱。

| 區間                                | 上行線 | 下行線 |
| ----------------------------------- | ------ | ------ |
| 相馬交流道 - 相馬山上交流道※        | 2      | 2      |
| 相馬山上交流道 - 相馬玉野交流道※    | 4      | 4      |
| 相馬玉野交流道 - 靈山飯館交流道※    | 0      | 0      |
| 靈山飯館交流道 - 靈山交流道※        | 7      | 7      |
| 靈山交流道 - 伊達中央交流道※        | 4      | 4      |
| 伊達中央交流道 - 伊達桑折交流道※    | 0      | 0      |
| 伊達桑折交流道 - 桑折系統交流道※    | 0      | 0      |
| 福島系統交流道 - 福島大笹生交流道   | 0      | 0      |
| 福島大笹生交流道 - 米澤八幡原交流道 | 9      | 9      |
| 米澤八幡原交流道 - 米澤北交流道     | 0      | 0      |
| 米澤北交流道 - 南陽高畠交流道       | 0      | 0      |
| 南陽高畠交流道 - 南陽停車區         | 2      | 2      |
| 南陽PA - 上之山溫泉交流道           | 3      | 3      |
| 上之山溫泉交流道 - 山形上山交流道   | 2      | 2      |
| 山形上山交流道 - 山形中央交流道     | 0      | 0      |
| 山形中央交流道 - 山形系統交流道     | 0      | 0      |
| 山形系統交流道 - 天童交流道         | 0      | 0      |
| 天童交流道 - 東根交流道             | 0      | 0      |
| 東根交流道 - 東根北交流道           | 0      | 0      |
| 東根北交流道 - 村山交流道           | 0      | 0      |
| 村山交流道 - 村山名取交流道         | 0      | 0      |
| 村山名取交流道 - 村山本飯田交流道   | 1      | 1      |
| 村山本飯田交流道 - 大石田村山交流道 | 0      | 0      |
| 大石田村山交流道 - 尾花澤交流道     | 0      | 0      |
| 尾花澤交流道 - 野黑澤交流道         | 0      | 0      |
| 野黑澤交流道 - 尾花澤北交流道       | 0      | 0      |
| 尾花澤北交流道 - 川原子交流道       | 0      | 0      |
| 川原子交流道 - 舟形交流道           | 1      | 1      |
| 舟形交流道 - 新庄交流道             | 0      | 0      |
| 新庄交流道 - 新庄北交流道           | 0      | 0      |
| 新庄北交流道 - 昭和交流道※          | 0      | 0      |
| 昭和交流道 - 金山南交流道※          | 0      | 0      |
| 金山南交流道 - 金山交流道※          | 1      | 1      |
| 金山交流道 - 金山北交流道※          | 1      | 1      |
| 金山北交流道 - 中田交流道           | 0      | 0      |
| 中田交流道 - 及位交流道             | 1      | 1      |
| 及位交流道 - 上院內交流道※          | 3      | 3      |
| 上院內交流道 - 下院內交流道※        | 2      | 2      |
| 下院內交流道 - 雄勝小町交流道※      | 1      | 1      |
| 雄勝小町交流道 - 須川交流道         | 0      | 0      |
| 須川交流道 - 三關交流道             | 0      | 0      |
| 三關交流道 - 湯澤交流道             | 0      | 0      |
| 湯澤交流道 - 十文字本線收費站       | 0      | 0      |
| 十文字本線收費站 - 十文字交流道     | 0      | 0      |
| 十文字交流道 - 橫手交流道           | 0      | 0      |
| 合計                                | 43     | 43     |

- 暫定2車線（※為完成2車線）採無間隔雙向通行，因此上下線共用一座隧道。

### 道路管理者
- NEXCO東日本 東北支社（日语：東日本高速道路東北支社）
  - 福島管理事務所：桑折系統交流道收費站 - 桑折系統交流道、福島系統交流道 - 福島系統交流道收費站
  - 山形管理事務所：米澤北交流道 - 東根交流道
  - 橫手管理事務所：湯澤交流道 - 橫手交流道
- 國土交通省 東北地方整備局
  - 磐城國道事務所：相馬交流道 - 相馬玉野交流道
  - 福島河川國道事務所：相馬玉野交流道 - 桑折系統交流道收費站、福島系統交流道收費站 - 米澤北交流道
  - 山形河川國道事務所：東根交流道 - 東根北交流道、大石田村山交流道 - 新庄北交流道、金山北交流道 - 及位交流道
  - 湯澤河川國道事務所：上院內交流道 - 下院內交流道、雄勝小町交流道 - 湯澤交流道

### 交通量
24小時交通量（台）　道路交通調查
| 區間                                | 平成17（2005）年度 | 平成22（2010）年度 | 平成27（2015）年度 |              |
| ----------------------------------- | ------------------ | ------------------ | ------------------ | ------------ |
| 相馬交流道 - 相馬山上交流道         | 調査時未開通       | 調査時未開通       | 調査時未開通       | 調査時未開通 |
| 相馬山上交流道 - 相馬玉野交流道     | 調査時未開通       | 調査時未開通       | 調査時未開通       | 調査時未開通 |
| 相馬玉野交流道 - 靈山飯舘交流道     | 調査時未開通       | 調査時未開通       | 調査時未開通       | 調査時未開通 |
| 靈山飯舘交流道 - 靈山交流道         | 調査時未開通       | 調査時未開通       | 調査時未開通       | 調査時未開通 |
| 靈山交流道 - 伊達中央交流道         | 調査時未開通       | 調査時未開通       | 調査時未開通       | 調査時未開通 |
| 伊達中央交流道 - 伊達桑折交流道     | 調査時未開通       | 調査時未開通       | 調査時未開通       | 調査時未開通 |
| 伊達桑折交流道 - 桑折系統交流道     | 調査時未開通       | 調査時未開通       | 調査時未開通       | 調査時未開通 |
| 福島系統交流道 - 福島大笹生交流道   | 調査時未開通       | 調査時未開通       | 調査時未開通       | 調査時未開通 |
| 福島大笹生交流道 - 米澤八幡原交流道 | 調査時未開通       | 調査時未開通       | 調査時未開通       | 調査時未開通 |
| 米澤八幡原交流道 - 米澤中央交流道   | 調査時未開通       | 調査時未開通       | 調査時未開通       | 調査時未開通 |
| 米澤中央交流道 - 米澤北交流道       | 調査時未開通       | 調査時未開通       | 調査時未開通       | 調査時未開通 |
| 米澤北交流道 - 南陽高畠交流道       | 02,835             | 14,550             | 02,921             |              |
| 南陽高畠交流道 - 上之山溫泉交流道   | 調査時未開通       | 調査時未開通       | 調査時未開通       |              |
| 上之山溫泉交流道 - 山形上山交流道   | 調査時未開通       | 調査時未開通       | 調査時未開通       |              |
| 山形上山交流道 - 山形中央交流道     | 02,259             | 10,833             | 02,720             |              |
| 山形中央交流道 - 山形系統交流道     | 04,653             | 21,503             | 05,688             |              |
| 山形系統交流道 - 天童交流道         | 03,697             | 15,157             | 04,278             |              |
| 天童交流道 - 東根交流道             | 02,934             | 11,128             | 03,321             |              |
| 東根交流道 - 東根北交流道           | 調査時未開通       | 調査時未開通       | 調査時未開通       |              |
| 東根北交流道 - 村山本飯田交流道     | 未開通             | 未開通             | 未開通             |              |
| 村山本飯田交流道 - 大石田村山交流道 | 調査時未開通       | 調査時未開通       | 調査時未開通       |              |
| 大石田村山交流道 - 尾花澤交流道     | 調査時未開通       | 調査時未開通       | 調査時未開通       |              |
| 尾花澤交流道 - 野黑澤交流道         | 調査時未開通       | 調査時未開通       | 3,777              |              |
| 野黑澤交流道 - 尾花澤北交流道       | 調査時未開通       | 無資料             | 16,762             |              |
| 尾花澤北交流道 - 川原子交流道       | 調査時未開通       | 無資料             | 16,762             |              |
| 川原子交流道 - 舟形交流道           | 13,263             | 13,496             | 16,759             |              |
| 舟形交流道 - 新庄交流道             | 13,678             | 13,496             | 15,934             |              |
| 新庄交流道 - 新庄北交流道           | 調査時未開通       | 調査時未開通       | 5,629              |              |
| 新庄北交流道 - 金山北交流道         | 未開通             | 未開通             | 未開通             |              |
| 金山北交流道 - 中田交流道           | 調査時未開通       | 3,554              | 3,525              |              |
| 中田交流道 - 及位交流道             | 調査時未開通       | 3,554              | 3,525              |              |
| 及位交流道 - 上院內交流道           | 未開通             | 未開通             | 未開通             |              |
| 上院內交流道 - 下院內交流道         | 調査時未開通       | 調査時未開通       | 調査時未開通       |              |
| 下院內交流道 - 雄勝小町交流道       | 未開通             | 未開通             | 未開通             |              |
| 雄勝小町交流道 - 須川交流道         | 調査時未開通       | 7,215              | 6,738              |              |
| 須川交流道 - 三關交流道             | 調査時未開通       | 8,952              | 8,314              |              |
| 三關交流道 - 湯澤交流道             | 3,785              | 7,896              | 6,443              |              |
| 湯澤交流道 - 十文字交流道           | 3,737              | 10,256             | 3,960              |              |
| 十文字交流道 - 橫手系統交流道       | 6,059              | 15,875             | 5,812              |              |
| 橫手系統交流道 - 橫手交流道         | 21,118             | 22,336             | 14,553             |              |

（來源：「平成22年度道路交通センサス （页面存档备份，存于）」・「平成27年度全国道路・街路交通情勢調査 （页面存档备份，存于）」（國土交通省網頁））
- 平成22年（2010年）度調査期間的米澤北交流道 - 南陽高畠交流道、山形上山交流道 - 東根交流道、湯澤交流道 - 橫手交流道進行高速道路免費化社會實驗。
- 令和2年度預定實施的交通量調査因嚴重特殊傳染性肺炎的影響而延期[109]。

## 地理

### 通過自治體
※未通車區間以斜字表示。
- 福島縣
  - 相馬市
- 宮城縣
  - 伊具郡丸森町
- 福島縣
  - 相馬市 - 伊達市 - 伊達郡桑折町 - 福島市
- 山形縣
  - 米澤市 - 東置賜郡高畠町 - 米澤市 - 東置賜郡高畠町 - 米澤市 - 東置賜郡高畠町 - 南陽市 - 東置賜郡高畠町 - 南陽市 - 上山市 - 山形市 - 天童市 - 東根市 - 村山市 - 東根市 - 村山市 - 北村山郡大石田町 - 尾花澤市 - 北村山郡大石田町 - 尾花澤市 - 北村山郡大石田町 - 尾花澤市 - 北村山郡大石田町 - 尾花澤市 - 北村山郡大石田町 - 尾花澤市 - 最上郡舟形町 - 新庄市 - 最上郡鮭川村 - 新庄市 - 最上郡金山町 - 最上郡真室川町
- 秋田縣
  - 湯澤市 - 横手市

### 連接高速公路
- E6 常磐自動車道（於相馬交流道連接）
- E4 東北自動車道（於桑折系統交流道、福島系統交流道連接）
- E48 山形自動車道（於山形系統交流道連接）
- E46 秋田自動車道（於橫手交流道連接）

## 圖片

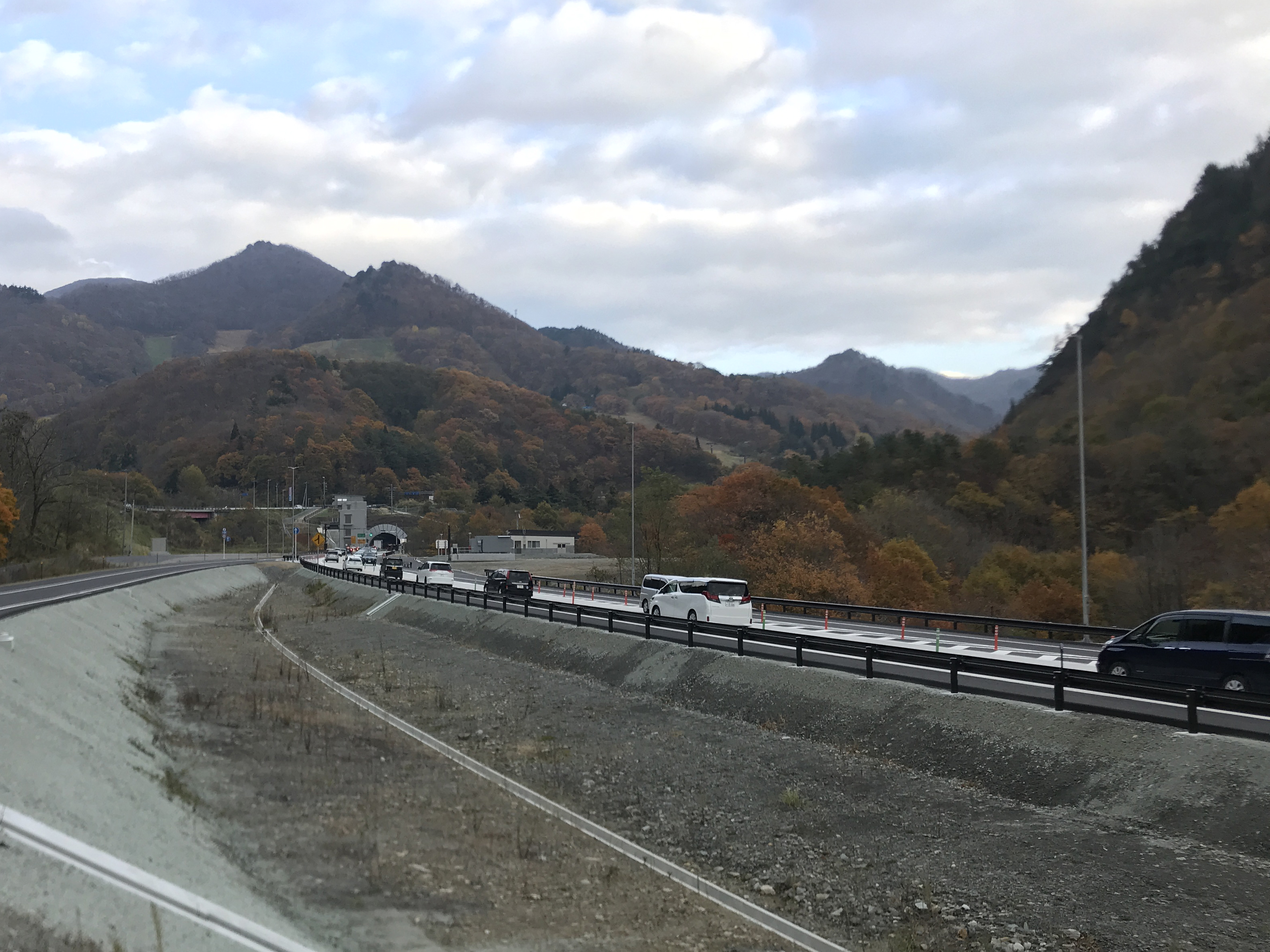
通過福島、山形縣界的東北中央自動車道（2017年11月）
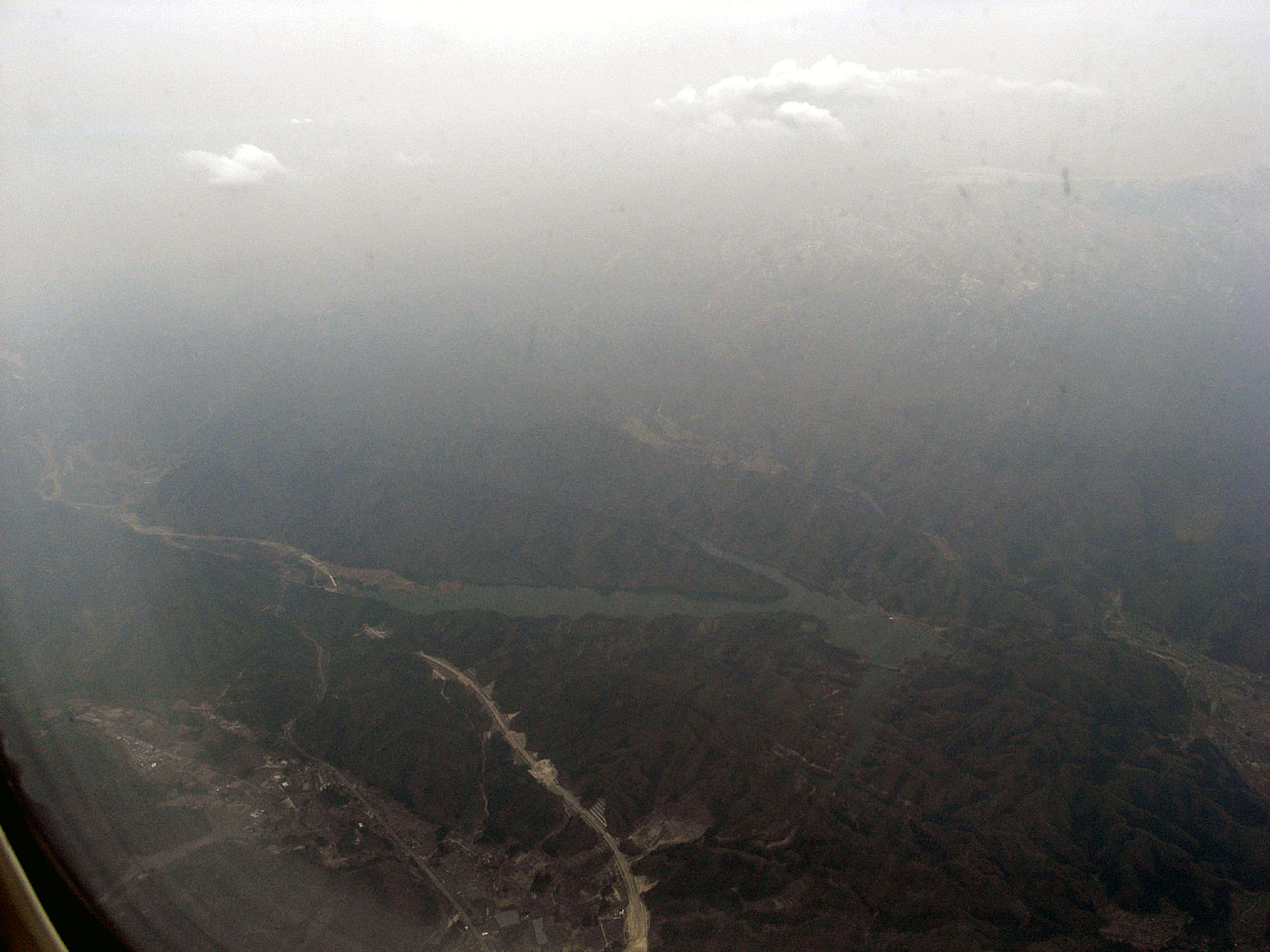
在米澤市郊外水窪水壩（日语：水窪ダム (山形県)）湖周邊興建的東北中央自動車道（2008年5月）
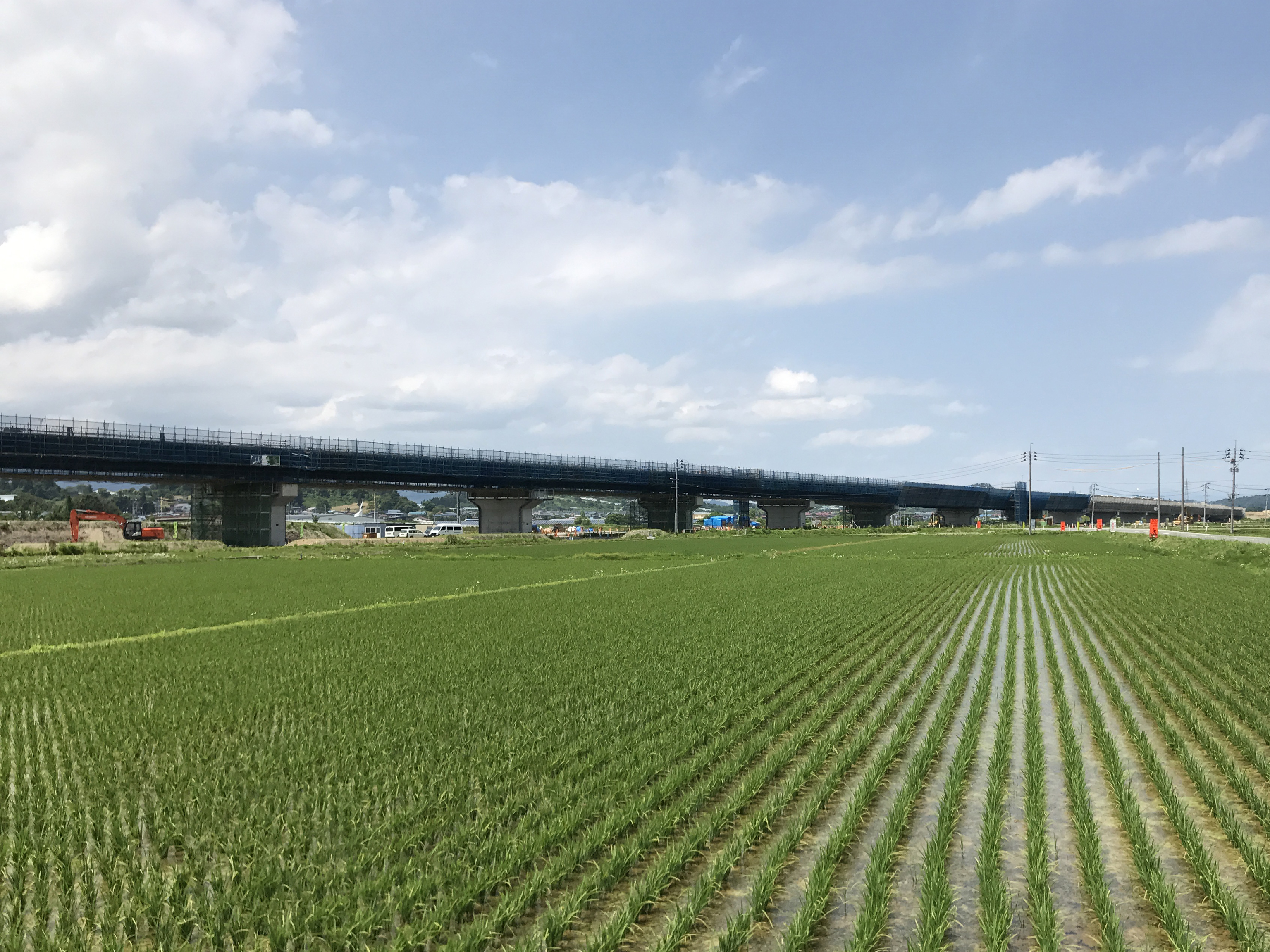
建設中的西鄉高架橋（2017年6月）

### 備註
1. ↑  上行線於150.6KP開始。
2. ↑  上行線至165.3KP為止。
3. 1 2  隧道工程、收地等仍在協調中。
4. 1 2  隧道工程、軟弱地基對策工程、大規模橋樑工程等仍在協調中。
5. ↑  最初預定結束於2012年6月19日。
6. ↑  正確為598.3公尺。
7. 1 2 3 4 5  名稱未定
8. 1 2 3 4 5  大略數字
9. ↑  正確為2,944公尺。

## 關連項目
- 高速自動車國道
- 東北地方道路列表
- 高速公路未完成路段（日语：ミッシングリンク (日本の高速道路)）
- 奧羽本線、山形線、山形新幹線：大致並行的鐵道路線

## 外部連結
- 東日本高速道路 （页面存档备份，存于）
- 國土交通省 東北地方整備局 （页面存档备份，存于）
  - 磐城國道事務所 （页面存档备份，存于）
  - 福島河川國道事務所 （页面存档备份，存于）
  - 山形河川國道事務所 （页面存档备份，存于）
  - 湯澤河川國道事務所 （页面存档备份，存于）